# Fußballauswahl von Jersey
Die Fußballauswahl von Jersey ist eine Mannschaft der besten Fußballspieler der Kanalinsel Jersey. Sie wird weder von der UEFA noch von der FIFA als Mitglied anerkannt. Die Gegner der Mannschaft beschränken sich in der Regel auf andere Mannschaften der Kanalinseln oder Auswahlmannschaften anderer autonomer Inseln im Rahmen der Island Games. Heimspiele werden im Springfield Stadium in der Inselhauptstadt St. Helier ausgetragen.
Erfolge der Mannschaft:
- 1993 Gewinner des Fußballturniers der Island Games (5:1 gegen Isle of Man)
- 1997 Gewinner des Fußballturniers der Island Games (1:0 gegen Anglesey)

Im Dezember 2015 wurde bei der UEFA ein Antrag eingereicht, dass Jersey Teil der UEFA werden, nachdem Gibraltar zwei Jahre zuvor der UEFA beigetreten war. Im Oktober 2016 wurde Jerseys Bewerbung um den Beitritt zur UEFA zunächst abgelehnt. Im September 2017 ordnete das Sportgericht (CAS) beim UEFA-Kongress an, um Jerseys Fall zu hören. Im Februar 2018 stimmte eine Mehrheit der Mitgliedsverbände der UEFA gegen die Aufnahme von Jersey als Mitglied.